# NGC 714
NGC 714 é uma galáxia espiral (S0-a) localizada na direcção da constelação de Andromeda. Possui uma declinação de +36° 13' 17" e uma ascensão recta de 1 horas, 53 minutos e 29,6 segundos.
A galáxia NGC 714 foi descoberta em 2 de Dezembro de 1863 por Heinrich Louis d'Arrest.